# 全世界空手道選手権大会
全世界空手道選手権大会（ぜんせかいからてどうせんしゅけんたいかい、World Open Karate Championship）は、国際空手道連盟 極真会館が主催し、ワールドゲームズの中間年に開催される極真空手の無差別級の大会である。正式名称はオープントーナメント全世界空手道選手権大会とオープン参加を謳っている。
第1回は1975年11月に東京都体育館（旧）で開催された。当初は同年3月に日本武道館で開催予定だった。1979年から87年まで武道館で開催。91年の第5回大会以降は東京体育館で行われる。ただし2019年のみ武蔵野の森総合スポーツプラザで開催。

## 歴代入賞者

### 男子
| 回 | 開催日付              | 優勝                         | 準優勝                       | 3位                            | 4位                      |
| -- | --------------------- | ---------------------------- | ---------------------------- | ------------------------------ | ------------------------ |
| 1  | 1975年11月1日 - 2日   | 佐藤勝昭                     | 盧山初雄                     | 二宮城光                       | 大石代悟                 |
| 2  | 1979年11月23日 - 25日 | 中村誠                       | 三瓶啓二                     | ウィリー・ウィリアムス         | 東孝                     |
| 3  | 1984年1月20日 - 22日  | 中村誠（2）                  | 三瓶啓二                     | 松井章圭                       | アデミール・ダ・コスタ   |
| 4  | 1987年11月6日 - 8日   | 松井章圭                     | アンディ・フグ               | 増田章                         | マイケル・トンプソン     |
| 5  | 1991年11月2日 - 4日   | 緑健児                       | 増田章                       | 黒澤浩樹                       | ジャン・リビエール       |
| 6  | 1995年11月3日 - 5日   | 八巻建志                     | 数見肇                       | フランシスコ・フィリォ         | ギャリー・オニール       |
| 7  | 1999年11月5日 - 7日   | フランシスコ・フィリォ       | 数見肇                       | アレクサンダー・ピッチュクノヴ | グラウベ・フェイトーザ   |
| 8  | 2003年11月1日 - 3日   | 木山仁                       | セルゲイ・プレカノフ         | エヴェルトン・テイシェイラ     | グラウベ・フェイトーザ   |
| 9  | 2007年11月16日 - 18日 | エヴェルトン・テイシェイラ   | ヤン・ソウクップ             | アルトゥール・ホヴァニシアン   | ダルメン・サドヴォカソフ |
| 10 | 2011年11月4日 - 6日   | タリエル・ニコラシビリ       | エヴェルトン・テイシェイラ   | ゴデルジ・カパナーゼ           | 赤石誠                   |
| 11 | 2015年11月20日 - 22日 | ザハリ・ダミヤノフ           | ジマ・ベルコジャ             | ダルメン・サドヴォカソフ       | キリル・コチュネフ       |
| 12 | 2019年11月22日 - 24日 | 上田幹雄                     | アレクサンダー・イエロメンコ | アンドレイ・ルジン             | 高橋佑汰                 |
| 13 | 2023年11月            | アレクサンダー・イエロメンコ | 西村界人                     | ルジン・アンドレイ             | トゥセウ・アントニオ     |

### 女子
| 回 | 開催日付   | 優勝     | 準優勝   | 3位                    | 4位                    |
| -- | ---------- | -------- | -------- | ---------------------- | ---------------------- |
| 13 | 2023年11月 | 佐藤七海 | 鵜沢菜南 | ザベリナ・エリザベータ | コズロワ・エカテリーナ |